# Saxifraga x lecomtei
Saxifraga x lecomtei es una planta herbácea de la familia de las saxifragáceas.
Es un híbrido compuesto por las especies Saxifraga geranioides y Saxifraga pentadactylis.

## Taxonomía
Saxifraga x lecomtei fue descrita por Luizet & Soulié y publicado en Bull. Soc. Bot. France 57: 534 1910 publ. 1911.
Etimología
Saxifraga: nombre genérico que viene del latín saxum, ("piedra") y frangere, ("romper, quebrar"). Estas plantas se llaman así por su capacidad, según los antiguos, de romper las piedras con sus fuertes raíces. Así lo afirmaba Plinio, por ejemplo.
lecomtei: epíteto otorgado en honor del botánico francés Paul Henri Lecomte. 